# Monestir de Gregori el Venerable
El monestir de Gregori el Venerable (en grec Μονή Οσίου Γρηγορίου, Moní Ossiu Grigoriu) és un monestir ortodox del Mont Atos, a Grècia. Fundat al segle xiv per l'asceta Gregori, està situat al costat del mar, a la part sud-est de la península. Està dedicat a Sant Nicolau i ocupa el dissetè lloc en la jerarquia dels monestirs de la muntanya sagrada.